# فيليكس ليكومت
فيليكس ليكومت (بالفرنسية: Félix Lecomte)‏ هو نحات فرنسي، ولد في 16 يناير 1737 في باريس في فرنسا، وتوفي بنفس المكان في 11 يناير 1817.